# Vernet (Alta Garona)
Vernet és un municipi francès del department de l'Alta Garona, a la regió Occitània. El 2021 tenia 3.207 habitants.